# 约翰·考克斯 (音响工程师)
约翰·考克斯（英語：John Cox，1908年5月7日—1972年9月），英国音频工程师。他曾获得过1次奥斯卡最佳音响效果奖，并3次被提名同一奖项。自1931年至1973年间，他曾参与超过140部电影的制作。

## 部分影视作品
获奖
- 阿拉伯的劳伦斯 (1962)[1]

提名
- 六壯士 (1961)[2]
- 雄霸天下（英语：Becket (1964 film)） (1964)[3]